# Santa Cruz de la Sierra (municipio)
Santa Cruz de la Sierra es un municipio de la provincia de Andrés Ibáñez, en el departamento de Santa Cruz, Bolivia.
En su territorio se halla ubicada la ciudad de Santa Cruz de la Sierra, capital del departamento y una de las más pobladas de Bolivia.

## Localización
El municipio de Santa Cruz de la Sierra se encuentra en la parte central de la provincia y en el centro-oeste del departamento, a 17º47´ de Latitud y 63º11´de Longitud, a una altitud de 400 m.s.n.m. Limita al este con el municipio de Cotoca, al oeste con el municipio de Porongo (antes Ayacucho) y al sur con La Guardia, está completamente cubierto por la mancha urbana de la ciudad de Santa Cruz de la Sierra, que sobrepasa sus límites municipales.

## Superficie
El municipio tiene una superficie de 1.407 km².

## Población
El municipio de Santa Cruz de la Sierra cuenta con una población de 1.606.671 hab. según el Censo de Población y Vivienda 2024 INE. Tenía una población de 1.454.539 hab. según el Censo de Población y Vivienda 2012 INE y una densidad de 1.033,79 hab/km², repartidos principalmente en el área urbana.

## División administrativa
Anteriormente el municipio estaba dividido en tres cantones, pero tras la promulgación de la Constitución Política del Estado de 2009, estos ya no forman parte de la subdivisión administrativa del país:
| N.º | Distrito Municipal                |
| --- | --------------------------------- |
| 01  | Piraí                             |
| 02  | Norte Interno                     |
| 03  | Estación Argentina                |
| 04  | El Pari                           |
| 05  | Norte                             |
| 06  | Pampa de la Isla                  |
| 07  | Villa Primero de Mayo             |
| 08  | Ciudadela Andrés Ibáñez/Plan 3000 |
| 09  | Palmasola/Sur                     |
| 10  | Bajío del Oriente                 |
| 11  | Centro                            |
| 12  | Nuevo Palmar                      |
| 13  | El Palmar                         |
| 14  | Paurito                           |
| 15  | Montero Hoyos                     |